# Bagnacavallo

Bagnacavallo (Bagnacavàl en dialecte romagnol) est une commune italienne de la province de Ravenne, dans la région Émilie-Romagne.

## Géographie

### Localisation
Bagnocavallo est située à une altitude de 11 mètres, entre les fleuves Senio et Lamone, sur la route nationale SS253 qui mène d’ouest en est, de Bologne (55 km) à Ravenne (23 km) son chef-lieu. Et sur la route provinciale SP8 nord-sud, d’Alfonsine (14 km) à Faenza (17 km).
Bagnacavallo a accès au tronçon de l’autoroute A14-bis qui mène à l’autoroute A14 Bologne-Ancône. La cité est également desservie par la ligne de chemin de fer Ferrare-Ravenne.

### Communes limitrophes
Alfonsine, Cotignola, Faenza, Fusignano, Ravenne, Russi, Lugo.

## Histoire

### Origine du nom
Le toponyme Bagnocavallo apparaît pour la première fois en 995 dans la locution flumen Bagnocavallo qui fait référence au lit des fleuves Senio-Santerno qui enserrent le territoire du bourg. En substance, à proximité des premières habitations, la présence d’un gué sur le fleuve Senio obligeait de le traverser en mouillant sa monture (bagno = bain et cavallo = cheval).

### Haut Moyen Âge
Pendant le haut Moyen Âge, le territoire de Bagnacavallo était, en majeure partie, occupé par des terrains incultes, boisés et marécageux : les vieux documents écrits citent une magnum forestum (grande forêt). Entre les VIIe et VIIIe siècles, l’église de San Pietro in Sylvis s'élevait sur le territoire : le nom de celle-ci confirme que l’édifice était en limite d’une forêt (Sylvis en latin = selva en italien = forêt en français).
En 744, le roi lombard Liutprand donna à l’évêque de Faenza deux cents ha dans la magnum forestum.
À partir des IXe et Xe siècles, reconquête du terrain marécageux par la construction de route de liaison avec la via Emilia et une autre qui fait la liaison avec la mer à Ravenne. La centuriation romaine est reprise pour l’assainissement et l’aménagement des terres cultivables.

### Bas Moyen Âge
Aux XIIe et XIIIe siècles, Bagnacavallo entre dans l’histoire avec les comtes Malvicini qui dominent la ville.
Au début de XIIIe siècle, le développement se concrétise avec la construction du port-canal sur le Senio et celle d’une tour qui protège l’entrée de la ville. 
De 1308 à 1329, Bagnacavallo est entre les mains des comtes de Cunio, qui construisirent la Rocca entourée d’une ceinture de murailles et de fossés. Défenses améliorées par la Famille Manfredi (seigneurs de Faenza), qui domina la cité jusqu’en 1356 où elle passa au Saint-Siège après la conquête de la Romagne par le cardinal Albornoz.
En 1375, le mercenaire anglais John Hawkwood, au service de l’État pontifical, non content de n’avoir été payé s’indemnisa en revendant la cité à la famille d'Este de Ferrare, qui la recéda aux Da Polenta en  1394. Après une brève période sous domination de Faenza, la cité est de nouveau dans les domaines papaux jusqu’en 1140 quand le pape Eugène IV la céda à Nicolas III d'Este

### Age moderne
De 1598 à 1859, Bagnacavallo fait partie de la Légation de Ferrare dans les États pontificaux.
Entre 1606 et 1607, le gouverneur de la cité fut le célèbre écrivain Trajano Boccalini.
Durant la parenthèse napoléonienne (1796-1815), Bagnocavallo fut inséré dans le département du Rubicon. Avec l’annexion de la légation pontificale au royaume de Sardaigne (1859), la commune de Bagnacavallo fut rattachée à la province de Ravenne.

## Politique et administration

### Liste des maires
| Période                                  | Période | Identité | Étiquette | Qualité |
| ---------------------------------------- | ------- | -------- | --------- | ------- |
|                                          |         |          |           |         |
| Les données manquantes sont à compléter. |         |          |           |         |

### Jumelage
- Neresheim (Allemagne)
- Strzyżów (Pologne)
- Stone (Staffordshire) (Angleterre)
- Aix-en-Othe (France)

### Hameaux
Boncellino, Glorie, Masiera, Rossetta, Traversara, Villanova, Villa Prati

## Population

### Évolution de la population en janvier de chaque année
| 1861   | 1901   | 1921   | 1951   | 1961   | 1971   | 1981   | 1991   | 2001   |
| ------ | ------ | ------ | ------ | ------ | ------ | ------ | ------ | ------ |
| 13 844 | 15 176 | 16 238 | 16 753 | 17 441 | 17 642 | 17 550 | 16 584 | 16 122 |

| 2011   | - | - | - | - | - | - | - | - |
| ------ | - | - | - | - | - | - | - | - |
| 16 665 | - | - | - | - | - | - | - | - |

### Ethnies et minorités étrangères
Selon les données de l’Institut national de statistique (ISTAT) au 1er janvier 2010 la population étrangère résidente était de 1383 personnes.
Les nationalités majoritairement représentatives étaient :
| Pos. | Pays     | Population |
| ---- | -------- | ---------- |
| 1    | Roumanie | 416        |
| 2    | Maroc    | 323        |

## Économie
L'économie est basée sur les petites et moyennes entreprises agricoles (céréales, pêche, prune, poire et pomme), autour desquelles se trouvent des établissements de transformation et de commercialisation.

## Culture locale et patrimoine

### Monuments et lieux d’intérêt
- Piazza Nuova – nouvelle place de forme elliptique entourée par un portique, édifiée en 1758 pour lieu de marché et d’échanges commerciaux.
- Il Castellaccio – le plus vieux palazzo construit au XVe siècle par une famille de seigneurs locaux.
- Piazza della Libertà – La place de la liberté au centre du pays entouré de :
  - l’église,
  - le palais communal,
  - le théâtre Carlo Goldoni,
  - la tour civique du XIIIe siècle ex-prison, surmontée d’une horloge.
- l’église de San Pietro in Sylvis', du VIIe siècle.
- Podere Pantaleone, zone boisée de 6 ha, transformée en zone naturelle de rééquilibre écologique.

### Musées
- Musée civique des Capucines – dans l’ex-couvent des Capucines, héberge la pinacothèque et la galerie d’art moderne.

### Sacre et manifestations
- «Fête de Saint Michel» – Fête patronale la dernière semaine de septembre à Bagnocavallo ;

a Boncellino
- «Festa del Passatore». Fête du Passatore, fin des deux dernières semaines d’avril à Boncellino.
- «Fête du printemps en fleur». La première semaine du printemps à Traversara.
- «Sacre des herbes palustres». Fin de la seconde semaine de septembre à Villanova. Évocation des techniques anciennes du travail des herbes palustres et du bois (tressage et vannerie).
- «Villanova in Corto». Festival du court métrage, fin de la première semaine d’octobre.

### Personnalités nées dans la ville
- Tommaso Garzoni (1549-1589), écrivain
- Bartolommeo Ramenghi (1484-1542), peintre de la Renaissance
- Pietro Bubani (1806-1888) : botaniste, médecin et patriote né et mort à Bagnacavallo
- Ivano Marescotti (1946-2023), acteur né à Bagnacavallo
- Francesco Damiani (1958-), boxeur, champion du monde
- Andrea Gardini, joueur de volley-ball, champion du monde
- Tommaso Garzoni écrivain
- Lorenzo Ilarione Randi (1818-1887), cardinal
- Giacomo Sintini, basketteur, champion du monde
- Ebe Stignani, chanteuse lyrique
- Stefano Torrisi, footballeur

### Sources
- (it) Cet article est partiellement ou en totalité issu de l’article de Wikipédia en italien intitulé « Bagnara di Romagna » (voir la liste des auteurs) le 09/07/2012.